# 2257 Kaarina
A 2257 Kaarina (ideiglenes jelöléssel 1939 QB) a Naprendszer kisbolygóövében található aszteroida. Heikki A. Alikoski fedezte fel 1939. augusztus 18-án.